# Death of a Superhero
Pour plus de détails, voir Fiche technique et Distribution.
Death of a Superhero est un film dramatique irlandais sorti en 2011, adapté du roman néo-zélandais du même nom écrite par Anthony McCarten. 
Prévu initialement pour être dirigé par McCarten en Nouvelle-Zélande, le film a finalement été tourné en 2010 en Irlande par Ian FitzGibbon. Thomas Brodie-Sangster et Andy Serkis interprètent les deux personnages principaux. Death of a Superhero raconte l'histoire d'un garçon de 15 ans qui est mourant et qui dessine des histoires de comics sur un super-héros invincible alors qu'il se bat contre la mort.

## Synopsis
Après avoir développé un cancer en phase terminale, un garçon de 15 ans nommé Donald (interprété par Thomas Brodie-Sangster) tombe petit à petit dans un monde dirigé par son alter ego qui prend les traits d'un personnage de comics à qui il donne la vie en le dessinant. Désespéré par la mort qui le guette, Donald veut à tout prix se sentir vivre une dernière fois avant de mourir, et commence à voir un psychiatre, le Docteur Adrian King (interprété par Andy Serkis).

## Fiche technique
- Titre : Death of a Superhero
- Réalisation : Ian Fitzgibbon
- Scénario : Anthony McCarten d'après son roman
- Musique : Marius Ruhland
- Photographie : Tom Fährmann
- Montage : Tony Cranstoun
- Production : Michael Garland, Astrid Kahmke, Philipp Kreuzer et Christine Strobel
- Société de production : Bavaria Pictures, Grand Pictures et Picture Circle
- Pays :  Allemagne et  Irlande
- Genre : Drame
- Durée : 97 minutes
- Dates de sortie : 
  -  Canada : 10 septembre 2011 (festival international du film de Toronto)
  -  Allemagne : 30 août 2012

## Distribution
- Andy Serkis : Dr. Adrian King

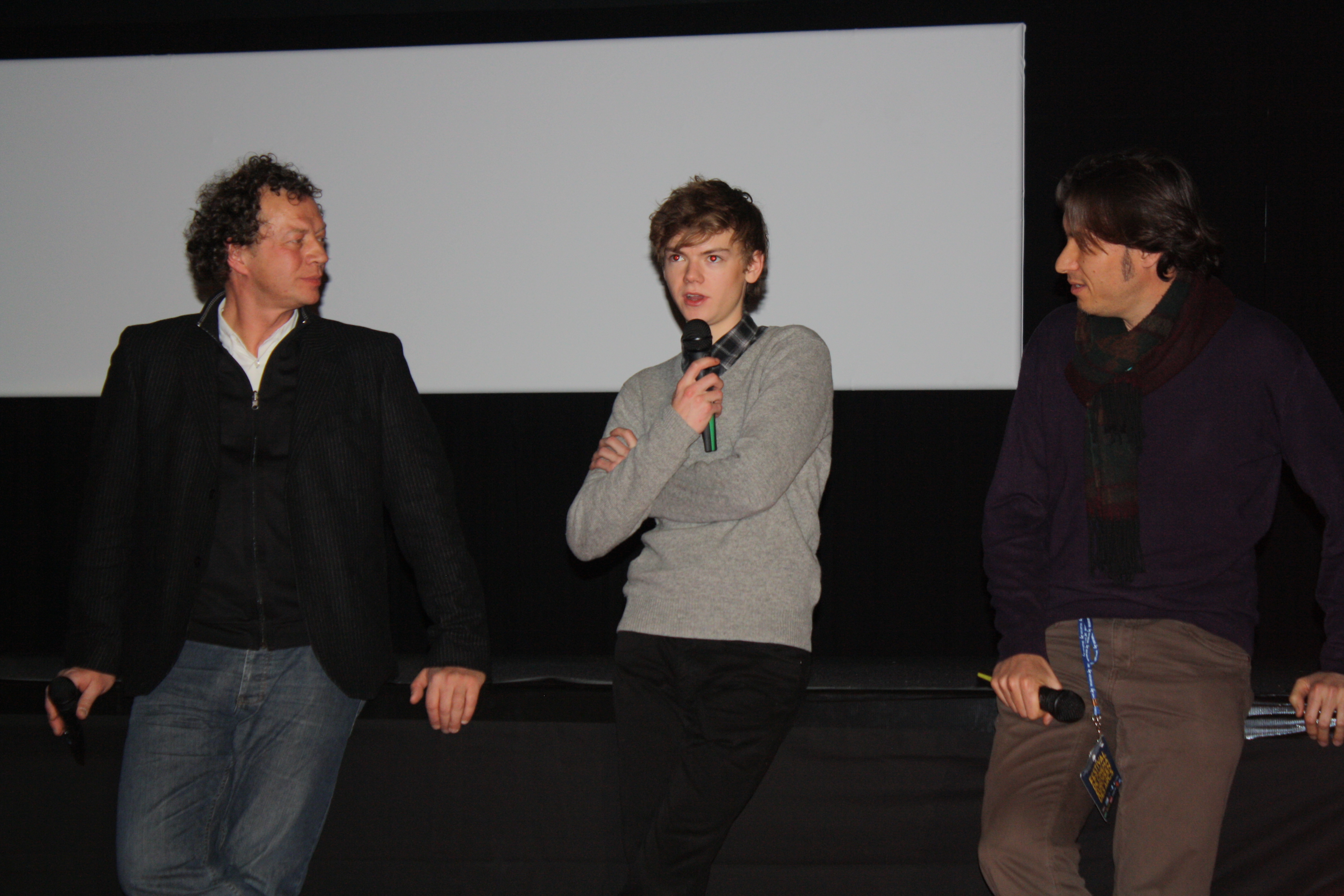
Thomas Brodie-Sangster à la promotion de Death of a Superhero en 2011.

- Thomas Brodie-Sangster : Donald Clarke
- Sharon Horgan : Renata Clarke
- Aisling Loftus : Shelly
- Michael McElhatton : James Clarke
- Jessica Schwarz : Tanya
- Ben Harding : Michael
- Killian Coyle : Hugo
- Ronan Raftery : Jeff
- Jane Brennan : Dr. Rebecca Johnston